# Sáfránypinty
A sáfránypinty (Sicalis flaveola) a madarak osztályának verébalakúak (Passeriformes) rendjébe és a tangarafélék (Thraupidae) családjába tartozó faj.

## Rendszerezése
A fajt Carl von Linné svéd természettudós írta le 1766-ban, a Fringilla nembe Fringilla flaveola néven.

## Alfajai
- Sicalis flaveola brasiliensis (Gmelin, 1789)
- Sicalis flaveola flaveola (Linnaeus, 1766)
- Sicalis flaveola koenigi G. Hoy, 1978
- Sicalis flaveola pelzelni P. L. Sclater, 1872
- Sicalis flaveola valida Bangs & T. E. Penard, 1921[2]

## Előfordulása
Aruba, a Kajmán-szigetek, Puerto Rico, Trinidad és Tobago, valamint Panama, Argentína, Brazília, Chile, Kolumbia, Ecuador, Francia Guyana, Guyana, Paraguay, Peru, Suriname és  Uruguay területén honos. Betelepítették Kubába, Jamaicába és az Amerikai Egyesült Államokba is.
Természetes élőhelyei a szubtrópusi és trópusi cserjések, valamint termőföldek, vidéki kertek, városi régiók és másodlagos erdők. Állandó, nem vonuló faj.

## Megjelenése
Testhossza 15 centiméter, testtömege 12–24 gramm. A hím tollazata élénk sárga, vörös folttal a homlokán, a tojó barnás színű.
|  |  |

## Életmódja
Magvakkal és kisebb ízeltlábúakkal táplálkozik.

## Szaporodása
Odúba, vagy elhagyott fészekben rakja tojásait.

## Természetvédelmi helyzete
Az elterjedési területe rendkívül nagy, egyedszáma pedig stabil. A Természetvédelmi Világszövetség Vörös listáján nem fenyegetett fajként szerepel.